# Famille t'Serclaes
Ne doit pas être confondu avec Famille de T'Serclaes.

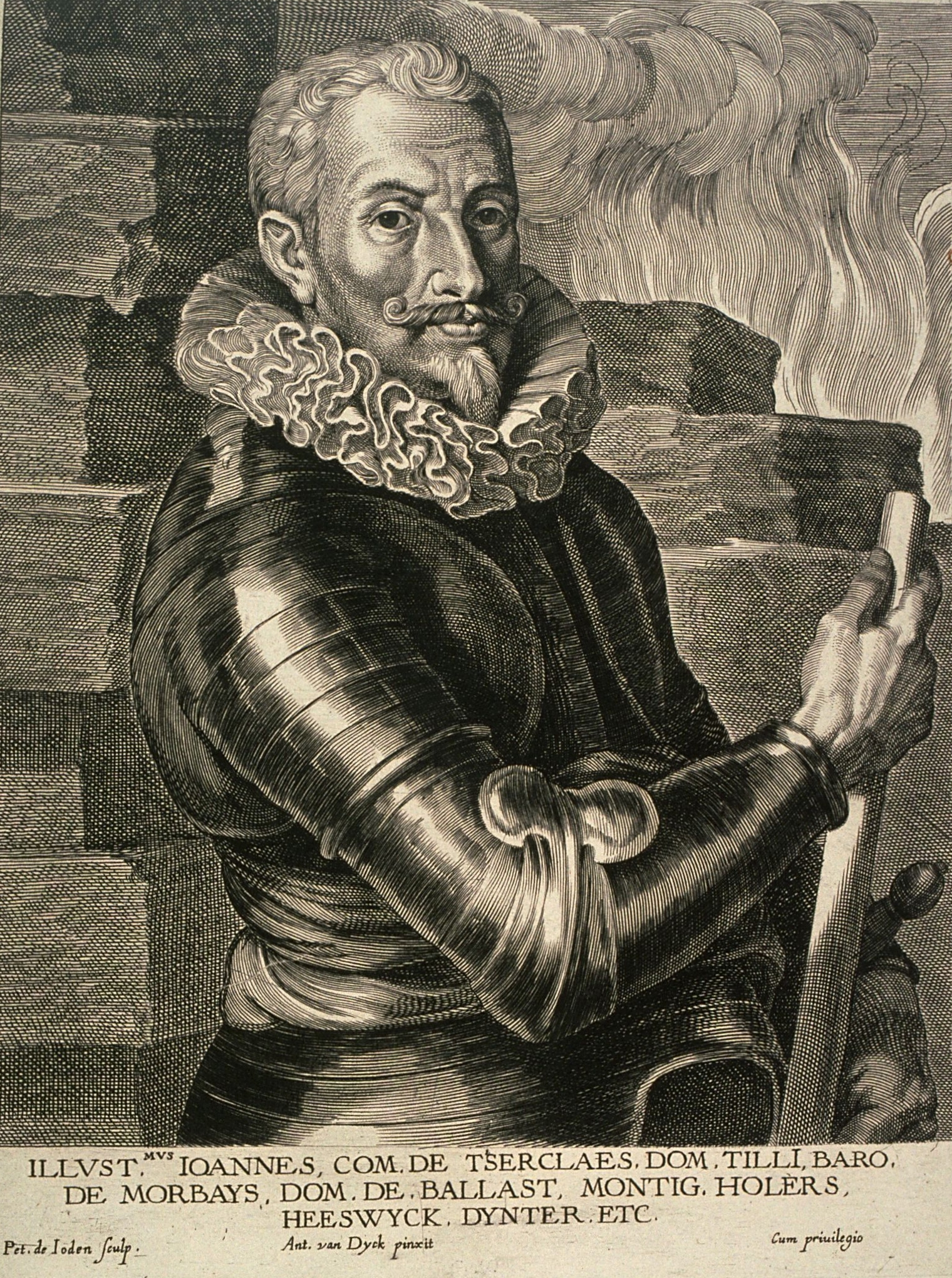
Le lieutenant-général du Saint-Empire, le comte Jean de T'Serclaes, baron de Tilly, le fameux capitaine de la guerre de Trente Ans.

La famille t'Serclaes est une famille éteinte du patriciat bruxellois ayant joué un rôle important au Moyen Âge au sein des Lignages et du magistrat de Bruxelles. Elle descend de Gerelmus qui vivait à Bruxelles dans la première moitié du XIIIe siècle. Un de ses membres, Éverard t'Serclaes, est le célèbre héros bruxellois qui libéra la cité lors de la Guerre de succession du Duché de Brabant le 24 octobre 1356.

## Anoblissements
À partir du XVIe siècle, plusieurs membres de cette famille bourgeoise de Bruxelles, furent anoblis.
- 1599 : concession personnelle de la chevalerie à Philippe de T'Serclaes, échevin de Bruxelles, par l'archiduc Albert.
- 1603 : concession du titre personnel de chevalier à Jean de T'Serclaes, par l'archiduc Albert.
- 1622 : concession du titre de comte du Saint-Empire, transmissible à tous les descendants du nom, pour Jean T'Serclaes, baron de Tilly (1559-1632), lieutenant général au service de la Bavière, ainsi que pour son frère aîné Jacques. Il s'agit du fameux capitaine de la guerre de Trente Ans.
- 1628 : concession du titre de baron, transmissible par ordre de primogéniture, à Antoine T'Serclaes, seigneur de Hornsens, écuyer de l'Infante Isabelle à la cour de Bruxelles.
- 1635 : l'empereur Ferdinand II érige en comté la seigneurie bavaroise de Braittenekh et des villages d'Altenburg et Dürn à Werner T'Serclaes de Tilly, avec concession de ce titre.
- 1693 : concession du titre de prince au comte Albert de T'Serclaes de Tilly, sergent général de bataille de l'armée espagnole aux Pays-Bas et général des troupes du prince évêque de Liège.
- 1816 : nomination de Charles-Gustave-Édouard-Auguste de T'Serclaes Tilly d'Herlaer au Corps équestre du Brabant par le roi Guillaume Ier des Pays-Bas.
- 1821 : concession du titre de comte au précité par le roi Guillaume Ier des Pays-Bas.

## Membres
- Éverard t'Serclaes (1320-1388), homme politique bruxellois ;
- Jean IV T'Serclaes (-1389), évêque de Cambrai ;
- Jean t'Serclaes, comte de Tilly (1559-1632), militaire brabançon, commandant en chef des armées de la Ligue catholique et du Saint-Empire romain germanique pendant la guerre de Trente Ans ;
- Alberto Octavio t'Serclaes de Tilly, (1646-1715), vice-roi de Navarre de 1706 à 1709 ;
- Claude-Frédéric t'Serclaes de Tilly, (1648-1723), général des armées des Provinces-Unies, gouverneur de Maastricht en 1718.

## Châteaux
- Château de Cruykenbourg
- Château Rooiveld
- Château de Noorderwijk

## Héraldique
| t'Serclaes de Noorderwijk & t'Serclaes Tilly d'Herlaer |  | de gueules au lion d'argent, lampassé et couronné d'or, chargé sur l'épaule d'un écusson aux armes de Bygaerden, qui sont d'or au chef échiqueté d'argent et de sable |
| t'Serclaes, comtes de Tilly, princes de t'Serclaes     |  | de gueules au lion d'argent, chargé sur l'épaule d'un écusson aux armes de Bygaerden, qui sont d'or au chef échiqueté d'argent et de sable                            |

## Famille de T'Serclaes
Marie-Madeleine de T'Serclaes, dame de Noorderwijck, épousa en 1699, Philippe de Mesemacre, né en 1668, chef écoutète des ville et quartier d'Herenthals. Elle adopta en 1709 son mari Philippe de Mesemacre et pu lui transmettre, par faveur du roi Charles II en 1697, son nom, titre et armes. Ils sont les ancêtres de la famille de T'Serclaes, faisant partie de la noblesse belge.